# Merulicium
Merulicium là một chi nấm, được xếp vào họ Pterulaceae. Đây là chi đơn loài, chứa một loài Merulicium fusisporum.